# Европейски път E05
Европейски път E05 е европейски автомобилен маршрут от Грийнок, Шотландия, на юг през Франция до Алхесирас, Испания.

## Великобритания
Макар че правителството на Великобритания участва във всички действия, свързани с европейските маршрути, те не са обозначени в рамките на Обединеното кралство.
E05 преминава по следните пътища:
- A8 и M8 – Грийнок – Глазгоу
- M8 – през Глазгоу
- M74 – Глазгоу – Гретна – Карлайл
- M6 – Карлайл – Ливърпул – Бирмингам
  - Платен път М6 – друг вариант на маршрута в района на Бирмингам
- M42, M40, A34 и M3 – Бирмингам – Нюбъри – Саутхамптън

E05 прекъсва в пролива Ламанш между Саутхамптън и Хавър. Директни фериботни съобщения между тях няма, но ферибот има от близкия Портсмът до Хавър.

## Франция
Във Франция трасето е обозначено като европейски път Е05 и върви по следните маршрути:
- А131 и А13 – Хавър – Париж
- Югозападната част на Периферик покрай Париж
- А6а и A10 – Париж – Орлеан – Тур – Поатие – Бордо
- А630 – Покрай Бордо от запад
- А63 – Бордо – Испания

## Испания
- АР-8 – Франция – Сан Себастиан
- N-I, АР-1 и А-1 – Сан Себастиан – Бургос – Мадрид
- М-40 – покрай Мадрид от изток
- N-IV, А-4 и АР-4 – Мадрид – Кордоба – Севиля – Кадис
- А-48 и N-340 – Кадис – Алхесирас